# Exitianus exitiosus
Exitianus exitiosus är en insektsart. Exitianus exitiosus ingår i släktet Exitianus och familjen dvärgstritar.

## Underarter
Arten delas in i följande underarter:
- E. e. pallidens
- E. e. angustatus